# 상하이 야생동물원

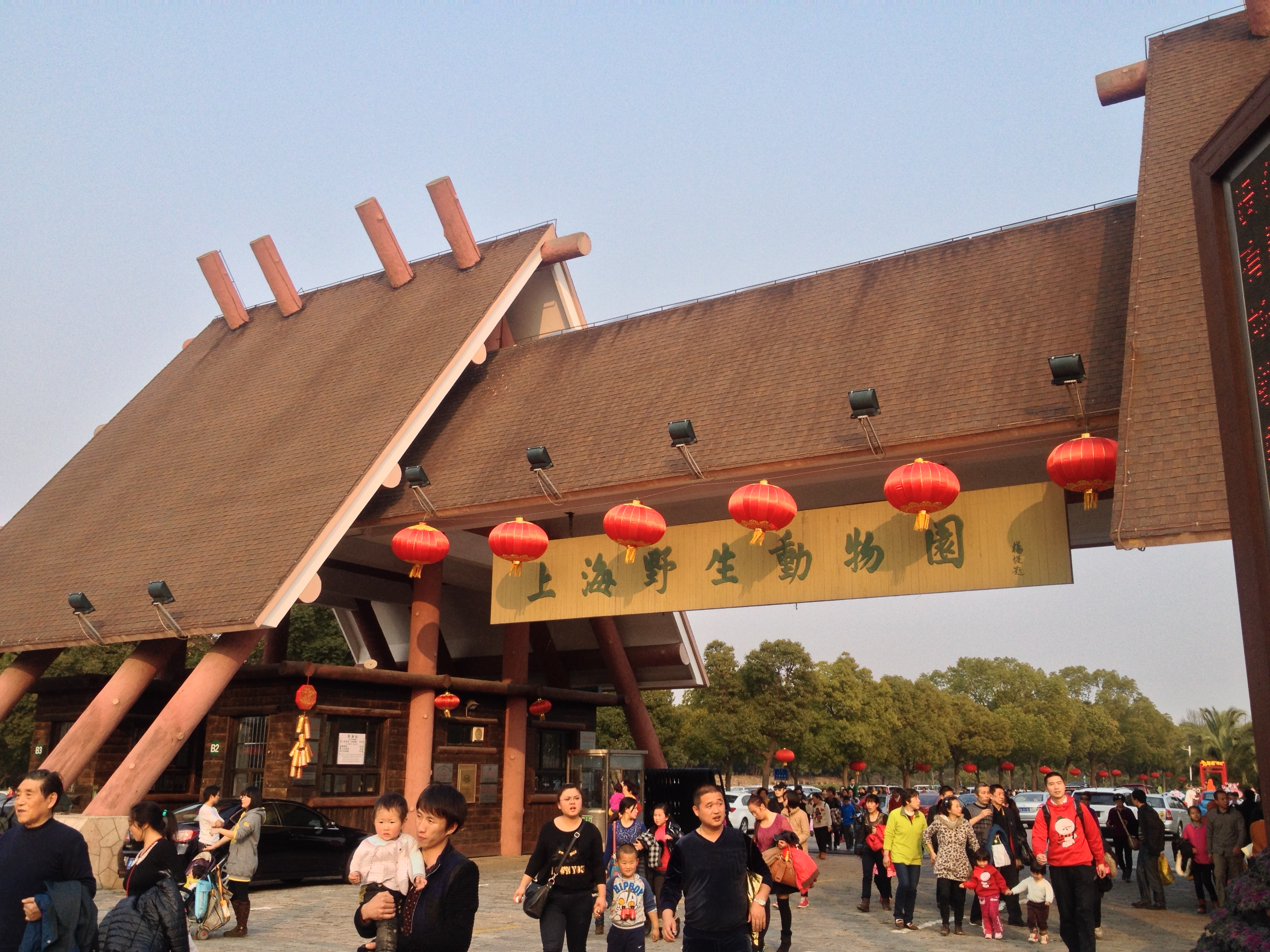

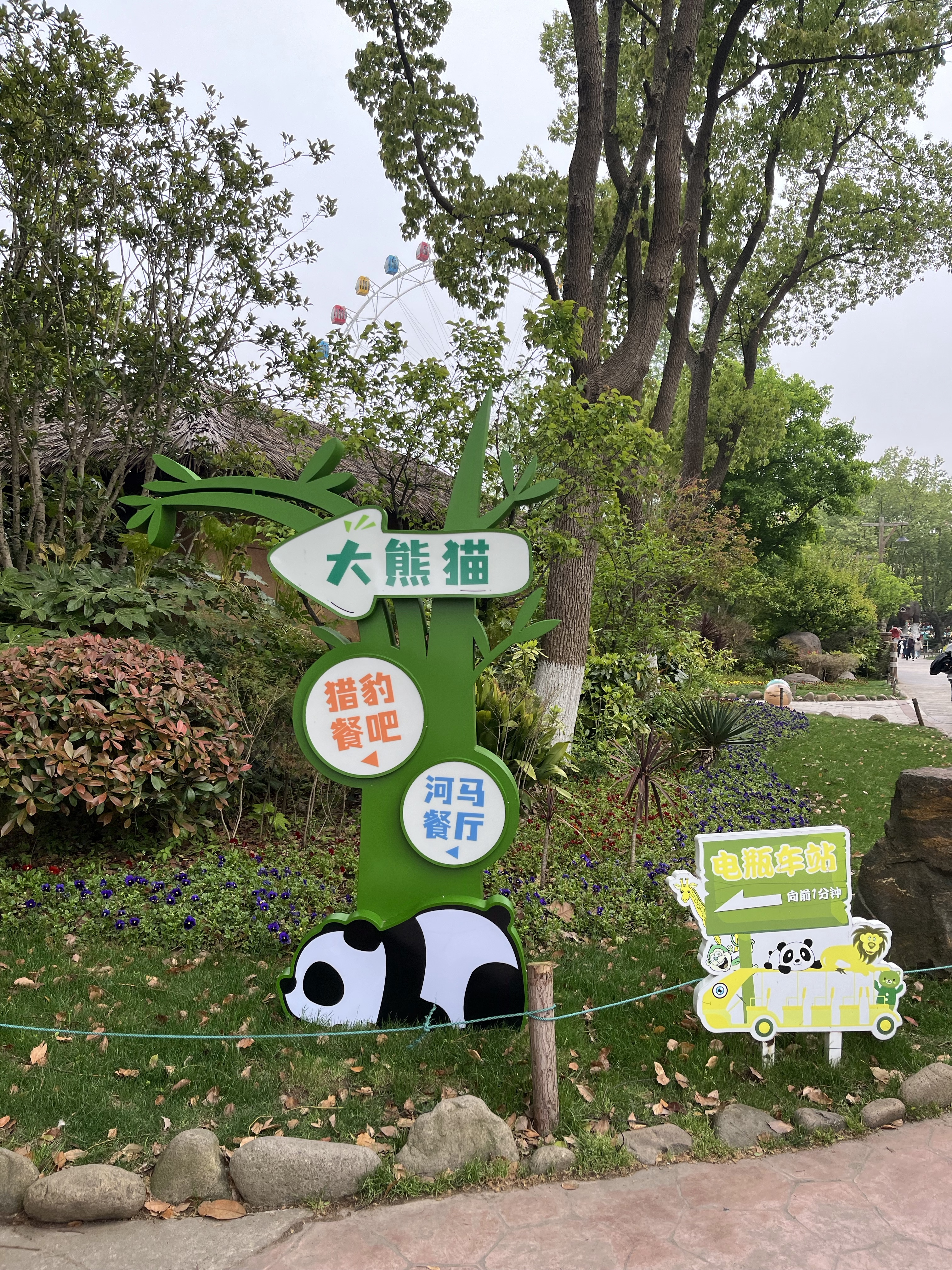
상하이 야생동물원의 판다에 대해 안내하는 안내판이다.

상하이 야생동물원(上海野生動物園)은 상하이 인민정부 와 국가임업국이 합작하여 건설한 중국 첫 번째 국가급야생동물원이다. 이 동물원은 상하이 푸둥 난후이취 난류 도로 178호에 위치해 있으며 면적은 153헥타르이고 상하이 시 중심에서 35킬로미터 떨어져 있다. 지하철 16호선 야생동물원역에서 내려 버스를 타면 편리하게 이동할 수 있다. 이 동물원은 3억 인민폐를 투자하여 1995년 11월 18일에 정식으로 외부에 개방하였고 이는 중국 첫 번째 AAA급 여행명소이다.
동물원에는 세계각국의 대표적인 동물과 진귀동물 이백여종, 만마리 이상이 넘는 동물들이 모여있다. 그 중에는 외국에서 들여온 기린, 얼룩말, 영양, 흰코뿔소 등이 포함되어 있고 중국의 일급 보호동물인  판다, 골든몽키, 금털 타킨도 포함되어 있다.
이곳에서 가장 인기가 많은 동물들 중 하나는 바로 판다이다. 총 여섯 마리의 판다가 이곳 야생동물원에 살고 있으며, 각각의 판다의 이름과 생일, 성별이 안내판에 표시되어 있다.
동물원은 차로관람하는 구역과 걸어서 관람하는 두 구역으로 구분되어 있다. 두 종류의 사 파리 버스 중 하나를 선택하여 관람할 수 있다.